# ليف فريدريكسون
ليف فريدريكسون هو طبال سويدي، ولد في 3 نوفمبر 1951.

## وصلات خارجية
- ليف فريدريكسون على موقع ميوزك برينز (الإنجليزية)
- ليف فريدريكسون على موقع أول ميوزيك (الإنجليزية)
- ليف فريدريكسون على موقع ديسكوغز (الإنجليزية)